# Cadre-71/2-Europameisterschaft 1949

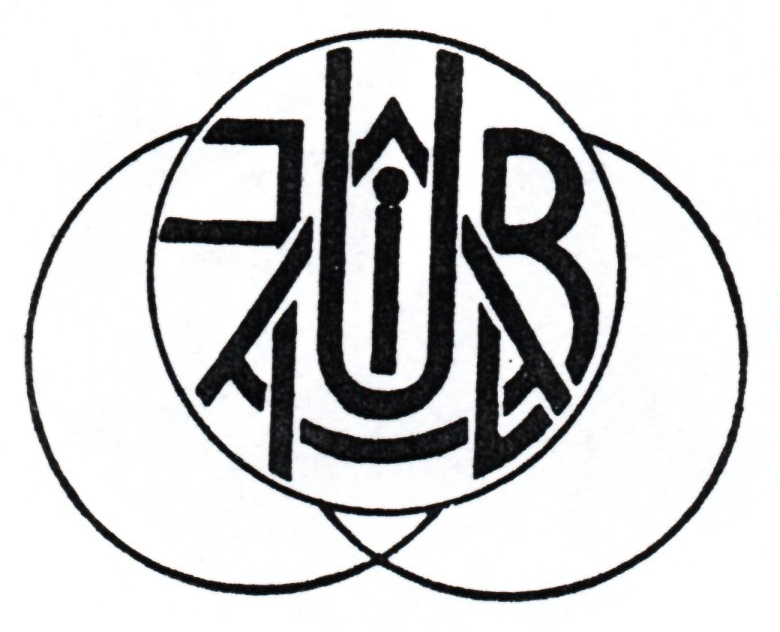
Logo UIFAB (ausrichtender Verband)

Veranstaltungsort: Paris

Die Cadre-71/2-Europameisterschaft 1949 war das 3. Turnier in dieser Disziplin des Karambolagebillards und fand vom 10. bis zum 14. März 1949 in Paris statt. Es war die zweite Cadre-71/2-Europameisterschaft in Frankreich.

## Geschichte
Bei seinem ersten internationalen Start im Cadre 71/2 gewann der Spanier Joaquín Domingo gleich den Titel vor dem zweimaligen Titelträger Piet van de Pol aus den Niederlanden. Dritter wurde der belgische Allrounder René Vingerhoedt aus Antwerpen. Das Leistungsniveau des Vorjahres wurde diesmal aber nicht erreicht.

## Turniermodus
Hier wurde im Round Robin System bis 300 Punkte gespielt. Es wurde mit Nachstoß gespielt. Damit waren Unentschieden möglich.
Bei MP-Gleichstand (außer bei Punktgleichstand beim Sieger) wird in folgender Reihenfolge gewertet:
1. MP = Matchpunkte
2. GD = Generaldurchschnitt
3. HS = Höchstserie

## Abschlusstabelle
| MP    | Match Points (Sieger = 2; Unentschieden = 1; Verlierer = 0) |
| Pkte. | Erzielte Karambolagen                                       |
| Aufn. | Benötigte Versuche                                          |
| GD    | Generaldurchschnitt                                         |
| BED   | Bester Einzeldurchschnitt eines Spielers                    |
| HS    | Höchstserie                                                 |
|       | Bester GD des Turniers                                      |
|       | Bester ED des Turniers                                      |
|       | Beste HS des Turniers                                       |
|       | 1. Platz (Gold)                                             |
|       | 2. Platz (Silber)                                           |
|       | 3. Platz (Bronze)                                           |

| Platz                      | Name               | MP   | Pkte. | Aufn. | GD    | BED   | HS  |
| -------------------------- | ------------------ | ---- | ----- | ----- | ----- | ----- | --- |
| 1                          | Joaquín Domingo    | 16:2 | 2631  | 152   | 17,30 | 23,07 | 121 |
| 2                          | Piet van de Pol    | 13:5 | 2584  | 157   | 16,45 | 25,00 | 132 |
| 3                          | René Vingerhoedt   | 12:6 | 2198  | 155   | 14,18 | 37,50 | 135 |
| 4                          | Clément van Hassel | 12:6 | 2364  | 202   | 11,70 | 20,00 | 117 |
| 5                          | Henk Metz          | 12:6 | 2328  | 205   | 11,35 | 21,42 | 92  |
| 6                          | Louis Chassereau   | 10:8 | 2104  | 167   | 12,59 | 17,64 | 75  |
| 7                          | Roland Dufetelle   | 9:9  | 2453  | 217   | 11,30 | 13,63 | 87  |
| 8                          | Jean Galmiche      | 4:14 | 1425  | 160   | 8,90  | 15,00 | 53  |
| 9                          | Klaus Nussberger   | 2:16 | 1437  | 190   | 7,56  | 7,69  | 60  |
| 10                         | Engelbert Kocian   | 0:18 | 1124  | 214   | 5,25  | –     | 56  |
| Turnierdurchschnitt: 11,35 |                    |      |       |       |       |       |     |